# Hermann Lauscher

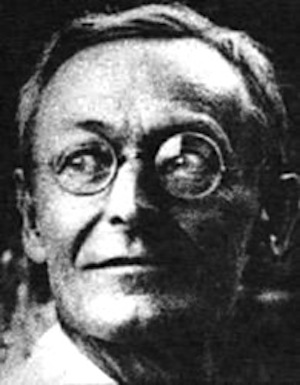
Hermann Hesse (1925)

Hinterlassene Schriften und Gedichte von Hermann Lauscher ist ein Buch von Hermann Hesse mit neun Gedichten und drei – ab der zweiten Ausgabe fünf – Prosastücken. Von 1896 bis 1899 geschrieben, erschien es im November 1900 in der Basler Buchhandlung Reich, wo Hesse seit Herbst 1899 angestellt war.
Hesse gab sich zunächst als Herausgeber, erst nach seiner „Enttarnung“ 1902 durch Richard von Schaukal als Autor der Hinterlassenen Schriften und Gedichte aus. Manches daraus ist autobiographisch, wie Hesse seiner Brieffreundin Helene Voigt-Diederichs gestand. So verrät der Text „Meine Kindheit“ etwas aus Hesses Kinderzeit in Basel zwischen 1881 und 1886. „Die Novembernacht“ gibt Eindrücke aus Hesses Lehrzeit von 1895 bis 1899 in Tübingen wieder. „Das Tagebuch 1900“ lässt sich Hesses Jahren ab 1899 in Basel zuordnen. In der Erzählung „Lulu“  ist Julie Hellmann (1878–1972) aus Kirchheim verewigt.
In seinem Geleitwort zur Ausgabe 1933 schrieb Hesse: „Bei jeder Durchsicht des Lauscher sind mir im Lauf der Jahre Stellen aufgefallen, die ich gern gestrichen oder geändert hätte, z. B. jene jugendlich-hochfahrenden törichten Worte über Tolstoj im Anfang des Tagebuches. Es schien mir jedoch nicht erlaubt, mein eigenes Jugendbildnis nachträglich umzufälschen.“

## Inhalt
Meine Kindheit
Lauscher kann sich an ein schockierendes Ereignis aus der Zeit erinnern, als er noch nicht drei Jahre alt war. Er schlüpft in seine Kinderseele und erforscht deren unbegreifliche „Sehnsucht nach Harmonie“. Erinnerungen an den Vater nehmen breiten Raum ein.
Die Novembernacht
Der Dichter Lauscher muss in Tübingen miterleben, wie sich der relegierte Student Elenderle erschießt.
Ein Kranz für die schöne Lulu
Die Beschreibung dieses Jugenderlebnisses ist E. T. A. Hoffmann gewidmet. Somit richtet sich das Augenmerk gleich auf die „Magie der Quelle Lask“, den Ton der Harfe Silberlied, den König Ohneleid, die Hexe Zischelgift und auf zwei liebenswerte Figuren: „den alten Sonderling und Philosophen Drehdichum“ und die schöne Lulu mit den „dunklen reinen Augen“ und den „dunkeln Haaren“. Jeder der Freunde des Schöngeistes Lauscher und besonders Lauscher selber verehren die arme Waise Lulu, die die jungen Herren in Kirchheim im Wirtshaus „Zur Krone“ bedienen muss. Wenn die Herren „Ästhetiker“ mal nicht über die schönen Berge der Alb wandern, dann philosophieren sie in der „Krone“ beim Weine über jene „ewigen Mächte und Schönheiten“, die „im Schoß des Lebens“  schlummern und die vom Dichter „aus dem Unbewußten“ zu heben sind. Hoffmannesk, wie die Geschichte mit dem Sprudeln der Quelle Lask begonnen hat, endet sie auch. Der Philosoph und Raucher Drehdichum löst sich im eigenen Tabakqualm auf und die schöne Lulu entschwindet spurlos.
Schlaflose Nächte
Von dem toten Dichter Hermann Lauscher ist die Rede, wie er zu seinen Lebzeiten durch die Berner Altstadt strich. Seine letzten Lebenstage müssen unglücklich gewesen sein und er hatte sich dem Trunke ergeben. Der Erzähler hatte den „flackernden traurigen Glanz des Irrsinns“ in Lauschers Augen aufzucken sehen. „Träume sind keine Schäume“, hatte Lauscher in schlaflosen Nächten behauptet. Und er war Dichter geworden, weil er diese Nachtigall gehört hatte. Sein erstes Lied hatte Lauscher im „golden roten Schatten“ einer „frühlingshaften Blutbuche“ gedichtet. Gegenstand seiner Dichtung waren die „schönen Züge einer“ Frau gewesen. Lebenslang hatte Lauscher dichtend „das in uns gespiegelte Bild des Ewigen“ gesucht. Für die Ewigkeit bringt der Herausgeber zum Schluss noch eine neue Definition: „Dieser Strom bewußten Lebens, in welchem Dante und Donatello nur schöne Windungen sind“.
Tagebuch 1900
Das Ende des Dichters Lauscher wird vorstellbar, wenn ihn „eine schwere, körperhafte Trauer befällt“ und er seine Seele, dies „gefährliche Meer“, durchpflügt und sich dabei in seiner „schwerblütigen Art“ an den Großen misst und reibt: Tolstois „rohe Kunst“ müsse noch „hundert Jahre reifen“. Tieck sei unerreicht. Lauscher nennt eine halbe Seite später aber Tieck einen Versager. Godwi kommt gut weg. Ein Werk Platos schimpft Lauscher „elende Scharteke“ [Schmöker]. Voll von Neid, Erhebung und Schmerz registriert Lauscher die Werke der Großen  und kann selber nur „stammeln“ und bestenfalls Prosa fabrizieren. Doch, so beruhigt sich der Schöngeist, vielleicht lässt sich sein Anliegen gar nicht sprachlich artikulieren.

## Zitat
„Leben ohne Zweck ist öd, und leben mit Zweck ist eine Plage“.

## Form
Hesse tritt ja als Herausgeber von Lauschers Schriften auf. Folgerichtig lässt er Lauscher erzählen („Meine Kindheit“, „Tagebuch 1900“). Manchmal aber erzählt er auch über Lauscher („Die Novembernacht“, „Lulu“). Doch während „Schlafloser Nächte“ wird der Leser dann noch irre und fragt: Wer erzählt nun, Lauscher, Hesse oder beide alternierend?
Überdies befremdet eine Passage aus der fünften Nacht in „Schlaflose Nächte“. Egal, wer dort nun der Erzähler ist, Hesse oder Lauscher: Beide sind jedenfalls junge Burschen und klagen über die furchtbare Todesangst, „wenn man älter wird“.

## Rezeption
- Um 1900 wurde der Lauscher mit dem Werther verglichen. Auch Goethes Erstling war anonym erschienen.[8]
- Hesse schrieb am 2. Dezember 1900 selbst (bzw. als angeblicher Herausgeber) eine Rezension über den unruhigen Kämpfer Lauscher für die „Allgemeine Schweizer Zeitung“.[9]
- Hesses Abstand zur Moderne wird bereits 1900 deutlich.[10]
- Heinrich Wiegand schrieb 1934 in der Neuen Rundschau: „Wenn man nicht wüßte: dieses Stück ist schon vor mehr als dreißig Jahren gedruckt erschienen, möchte man es für eine Mystifikation des reifen Hesse halten […]“[11]

## Buchausgaben
Die Erstausgabe erschien im November 1900, war aber – wie damals üblich – auf das folgende Jahr datiert. Die zweite Ausgabe ergänzte Hesse, der nun als Verfasser auftrat, um die beiden Stücke „Ein Kranz für die schöne Lulu“ und „Schlaflose Nächte“. 1933 erschien die unveränderte Ausgabe im Rahmen der Gesammelten Werke im S. Fischer Verlag.
- Hinterlassene Schriften und Gedichte von Hermann Lauscher. Reich, Basel 1901.
- Hermann Lauscher. Rheinlande, Düsseldorf 1907.
- Hermann Lauscher. Langen, München o. J. (= 1911).
- Hermann Lauscher. Mit 25 Zeichnungen von Gunter Böhmer. Fischer, Berlin 1933.
- Hermann Lauscher. Mit einem Nachwort von Hans Bender. Reclam, Stuttgart 1974, ISBN 3-15-009665-0 (Reclams Universal-Bibliothek, Band 9665).
- Hermann Lauscher. Mit frühen, teils unveröffentlichten Zeichnungen und einem Nachwort von Gunter Böhmer. Insel, Frankfurt am Main 1976, ISBN 3-458-31906-9 (it 206).
- Hermann Lauscher. Suhrkamp, Frankfurt am Main 1996, ISBN 3-518-39017-1 (st 2517).